# Stdalign.h
stdalign.h是C语言标准2011版新增加的C標準函数庫头文件，为向后兼容目的定义了4个宏：
- alignas  被扩展为_Alignas，_Alignas为C11的关键字。
- alignof  被扩展为_Alignof，_Alignof为C11的关键字。
- __alignas_is_defined 被扩展为1
- __alignof_is_defined 被扩展为1

在C++11中，alignas与alignof是关键字。alignas用于变量定义、数据成员声明、class\struct\union的声明与定义。alignas不可用于基本类型的别名、数组类型等。alignas只能用于更严格（更大对齐值）。alignas的参数可以为数、类型。
alignof的参数为类型。

## 例子
```
#include
 
<stdalign.h>

char
 
alignas
(
double
)
 
buf
[
30
];

char
 
alignas
(
32
)
 
foo
[
7
];

typedef
 
struct
 
{
 
int
 
a
;
 
double
 
b
;
 
}
 
S
;

// alignof(S) == 8 为真

```